# Kodzsalija
Kodzsalija (macedónul: Коџалија) település Észak-Macedóniában, a Délkeleti körzetben, a Radovisi járásban.

## Népesség
| Lakosok száma | 583  | 615  | 361  | 351  | 486  | 421  | 398  | 478  | 569  |
|               | 1948 | 1953 | 1961 | 1971 | 1981 | 1991 | 1994 | 2002 | 2021 |

- 2002-ben 478 lakosa volt, akik mindannyian törökök.